# Franklin County (Kentucky)
Franklin County ist ein County im Bundesstaat Kentucky der Vereinigten Staaten. Das U.S. Census Bureau hat bei der Volkszählung 2020 eine Einwohnerzahl von 51.541 ermittelt.
Der Verwaltungssitz (County Seat) ist Frankfort, das gleichzeitig die Hauptstadt des Bundesstaates ist. Benannt wurde die Stadt nach Stephen Frank, der hier von Indianern getötet wurde.

## Geographie
Das County liegt im mittleren Norden von Kentucky, ist im Nordwesten etwa 65 km von Indiana, im Nordosten etwa 90 km von Ohio entfernt und hat eine Fläche von 549 Quadratkilometern, wovon vier Quadratkilometer Wasserfläche sind. Es grenzt im Uhrzeigersinn an folgende Countys: Owen County, Scott County, Woodford County, Anderson County, Shelby County und Henry County.

## Geschichte

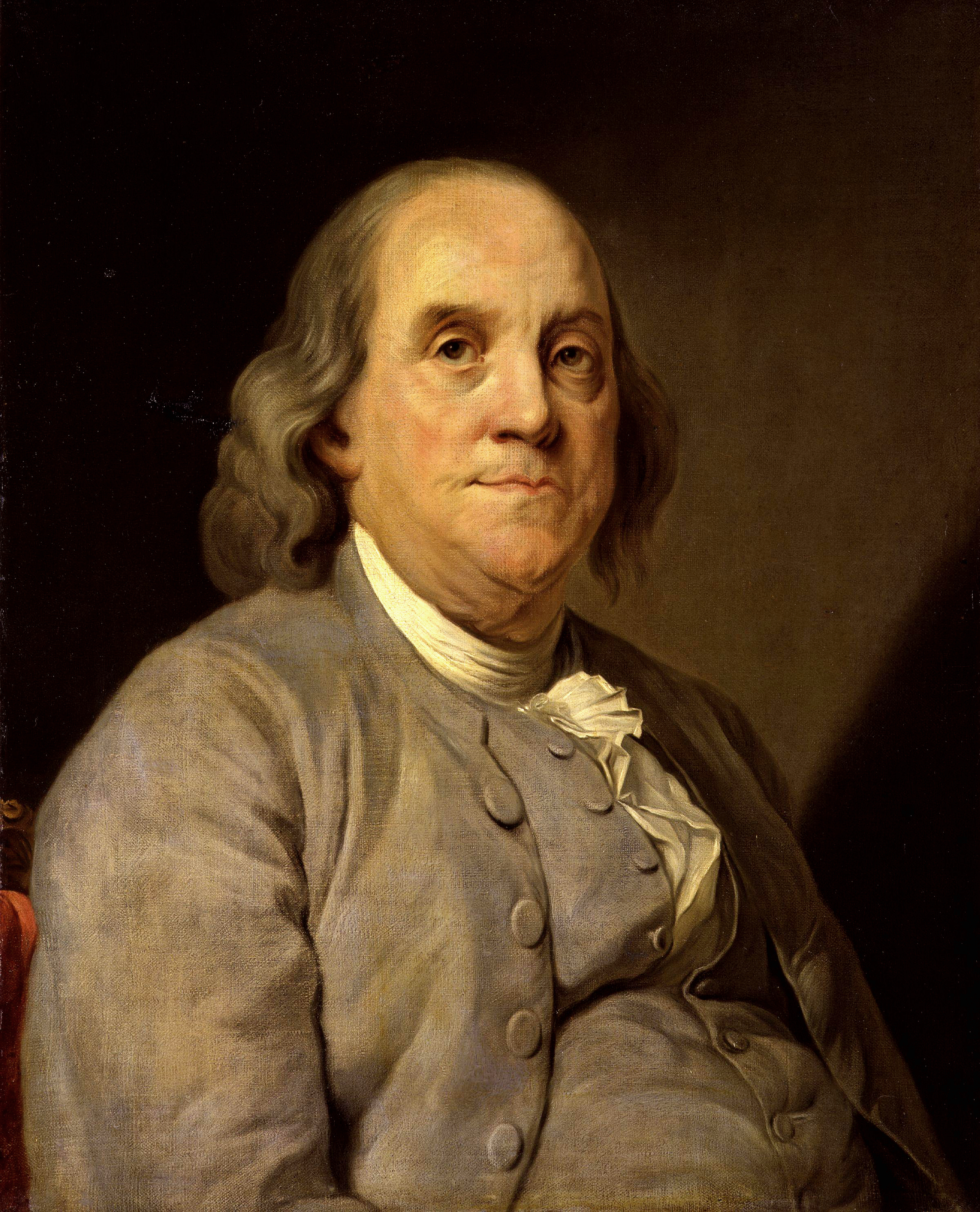
Benjamin Franklin

Franklin County wurde am 7. Dezember 1794 aus Teilen des Mercer County, Shelby County und Woodford County gebildet. Benannt wurde es nach dem Staatsmann Benjamin Franklin.
Vor 1800 gab es nur vier Häuser an der Stelle, wo sich heute South Frankfort befindet. 1798 wurde rund 2 km oberhalb von Frankfort eine Fähre über den Kentucky River eingerichtet. A. 1. März 1806 wurde das erste County Courthouse fertiggestellt. Am 18. Januar 1812 wurde bei Frankfort die erste Brücke über den Kentucky River eingeweiht. Sie war 334 Fuß lang und in der Mitte 65 Fuß hoch. 1813 eröffneten William Arnold und John A. McDowell die erste Anwaltskanzlei in Frankfort.
Im Franklin County liegen zwei National Historic Landmarks, die Liberty Hall und das Old State Capitol. Insgesamt sind 57 Bauwerke und Stätten des Countys im National Register of Historic Places eingetragen (Stand 7. September 2017).

## Demografische Daten

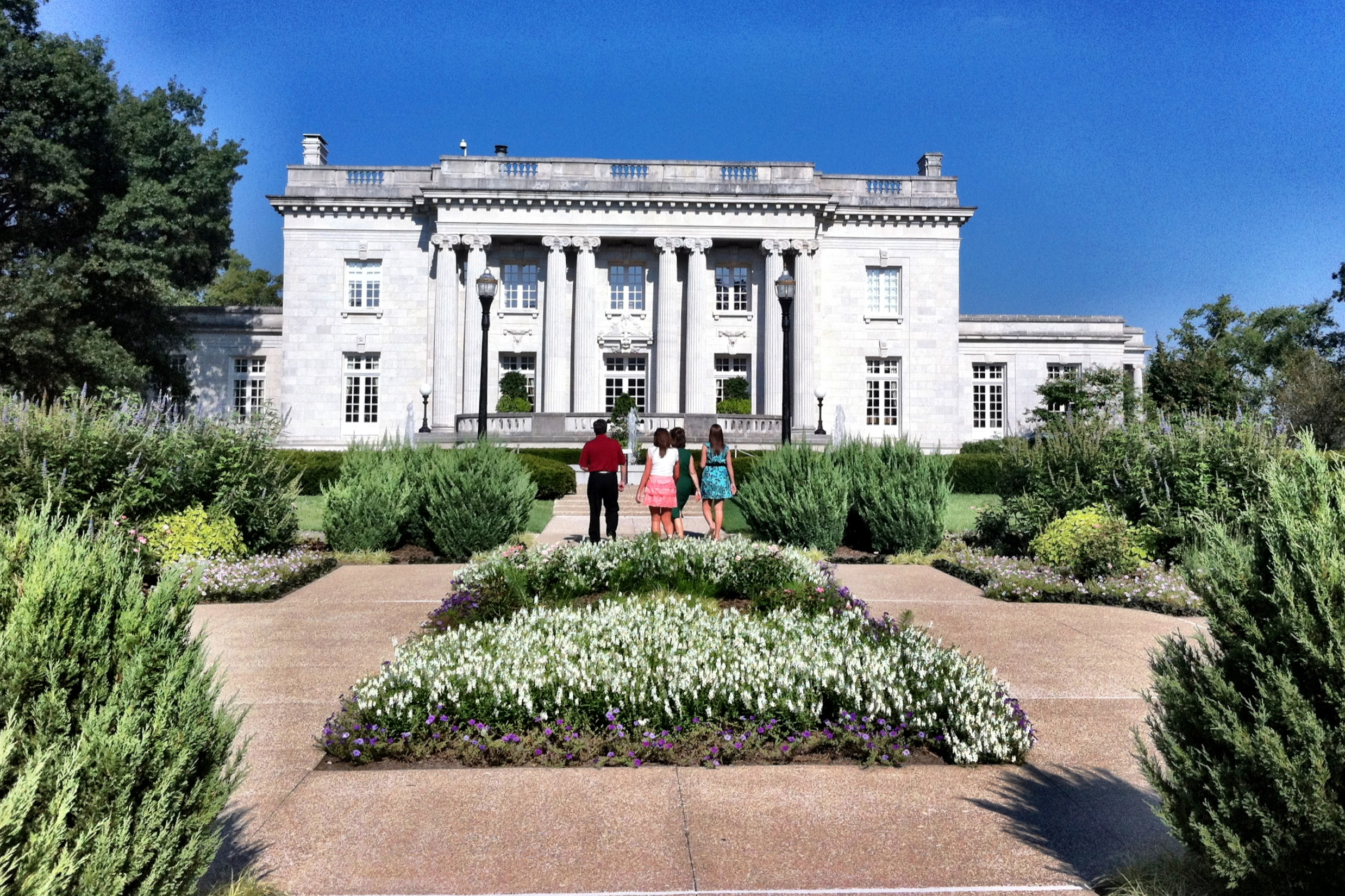
Kentucky Governors Mansion, gelistet im NRHP

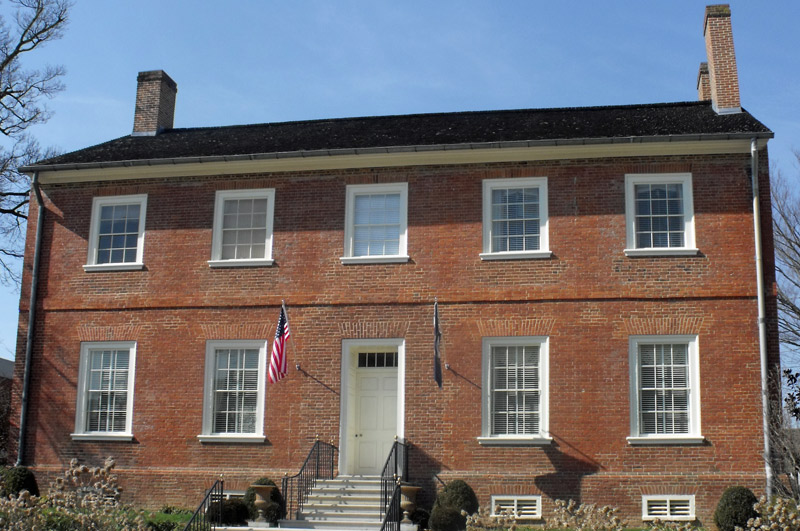
Old Kentucky Governor’s Mansion, gelistet im NRHP

Nach der Volkszählung im Jahr 2000 lebten im Franklin County 47.687 Menschen in 19.907 Haushalten und 12.840 Familien. Die Bevölkerungsdichte betrug 87 Einwohner pro Quadratkilometer. Ethnisch betrachtet setzte sich die Bevölkerung zusammen aus 87,98 Prozent Weißen, 9,36 Prozent Afroamerikanern, 0,13 Prozent amerikanischen Ureinwohnern, 0,72 Prozent Asiaten, 0,02 Prozent Bewohnern aus dem pazifischen Inselraum und 0,55 Prozent aus anderen ethnischen Gruppen; 1,24 Prozent stammten von zwei oder mehr Ethnien ab. 1,11 Prozent der Bevölkerung waren spanischer oder lateinamerikanischer Abstammung.
Von den 19.907 Haushalten hatten 29,5 Prozent Kinder und Jugendliche unter 18 Jahre, die bei ihnen lebten. 48,7 Prozent waren verheiratete, zusammenlebende Paare, 12,2 Prozent waren allein erziehende Mütter, 35,5 Prozent waren keine Familien, 30,4 Prozent waren Singlehaushalte und in 10,6 Prozent lebten Menschen im Alter von 65 Jahren oder darüber. Die Durchschnittshaushaltsgröße betrug 2,30 und die durchschnittliche Familiengröße lag bei 2,86 Personen.
Auf das gesamte County bezogen setzte sich die Bevölkerung zusammen aus 22,6 Prozent Einwohnern unter 18 Jahren, 9,7 Prozent zwischen 18 und 24 Jahren, 30,5 Prozent zwischen 25 und 44 Jahren, 24,9 Prozent zwischen 45 und 64 Jahren und 12,3 Prozent waren 65 Jahre alt oder darüber. Das Durchschnittsalter betrug 37 Jahre. Auf 100 weibliche Personen kamen 93,7 männliche Personen. Auf 100 Frauen im Alter von 18 Jahren alt oder darüber kamen statistisch 89,7 Männer.
Das jährliche Durchschnittseinkommen eines Haushalts betrug 40.011 USD, das Durchschnittseinkommen der Familien betrug 51.052 USD. Männer hatten ein Durchschnittseinkommen von 32.826 USD, Frauen 26.201 USD. Das Prokopfeinkommen betrug 21.229 USD. 6,9 Prozent der Familien und 10,7 Prozent der Bevölkerung lebten unterhalb der Armutsgrenze. Davon waren 12,8 Prozent Kinder oder Jugendliche unter 18 Jahre und 12,2 Prozent waren Menschen über 65 Jahre.

## Orte im County
- Benson
- Big Eddy
- Bon Air Hills
- Bridgeport
- Bryant
- Elmville
- Elsinore
- Evergreen
- Farmdale
- Flag Fork
- Frankfort
- Harvieland
- Indian Hills
- Jett
- Kennebec
- Ottusville
- Peaks Mill
- Polsgrove
- Slickway
- Swallowfield
- Woodlake